# Макас
Ма́кас (исп. Macas, также Nuestra Señora del Rosario de Macas) — административный центр провинции Морона-Сантьяго в Восточном Эквадоре. Расположен близ вулкана Сангай на берегу реки Упано (бассейн Амазонки).
Единственная городская паррокия (низшее звено административного деления Эквадора) в кантоне Морона.

## История
Название Макас происходит от индейцев макас, которые, как считалось, населяли большую часть территории, которая сейчас является эквадорской частью бассейна Амазонки. В 1538 году испанский капитан Хуан Вильянуэва Мальдонадо захватил эти места, населённые индейцами шуар, назвав район Севилья-де-Оро. В 1575 году испанцы основали поселение Севилья-де-Оро, ставшее центром добычи золота на местных золотоносных речках. В 1599 году шуары подняли антииспанское восстание осадили, в ходе которого Севилья-де-Оро разрушили до основания. В непосредственной близости от уничтоженного испанского поселения и был позднее заложен современный город Макас. Под властью Испании Макас вместе с Теной и Пуйо служил одним из основных плацдармов для колонизации Амазонки и порабощения её коренных народов.
На протяжении многих лет город Макас находился на границе провинции Чимборасо. В 1953 году Макас стал административным центром созданной провинции Морона-Сантьяго.
Начиная с 1960-х годов коренные народы организуют политические федерации и движения, часто размещая штаб-квартиры своих организаций в таких городах как Макас и используя их в качестве центральных мест для проведения региональных конгрессов.

## Экономика
Город является важным центром сельского хозяйства и животноводства, а также транспортным узлом для небольших поселений в джунглях на востоке. В окрестностях Макаса выращивают такие виды сельскохозяйственной продукции, как юка, сахарный тростник, папайя, кофе и бананы. В Макасе также развилась небольшая туристическая индустрия, основанная на походах по джунглям, поездках в общины коренных народов и экстремальных видах спорта, таких как рафтинг.

## Транспорт
Через Макас проходит автомагистраль Самора — Пуйо. На западной окраине Макаса расположен аэропорт, названный в честь полковника Эдмундоа Карвахала Флореса, бывшего командующего ВВС Эквадора, из которого есть регулярные рейсы в Кито и Куэнку. В основном аэропорт принимает грузовые и чартерные рейсы небольших компаний, обслуживающие близлежащие кантоны. Кроме того, периодически совершаются полёты ВВС Эквадора.